# Ден на победата (9 май)
Вижте пояснителната страница за други значения на Ден на победата.
Денят на победата е празник по случай победата над Третия райх във Втората световна война. Установен е с указ на президиума на Върховния Съвет на СССР от 8 май 1945 г. като се е празнува всяка година на 9 май. След разпадането на СССР Денят на победата остава официален неработен ден в Русия и редица бивши Съветски републики като Азербайджан, Армения, Беларус, Казахстан, Киргизия, Молдова, Русия, Таджикистан, Туркмения, Узбекистан. През 2000 година Кнесетът приема закон за ветераните от Втората световна война и оттогава Денят на победата е официален празник в Израел. Следва да се отбележи, че Съюзниците от войната честват на различни дати. Причината за това е разликата в часовото време и усложнената процедура по капитулацията на Германия. Студената война допълнително разделя бившите Съюзници, така че на Запад, денят на победата над Германия се празнува на 8 май, а в СССР и Източна Европа на 9 май.

## Денят на победата в СССР и Русия
Денят на победата (на руски: День Победы) е вторият по значимост празник в СССР след деня на Октомврийската революция. Денят на победата е въведен като официален празник през 1965 г. от Леонид Брежнев. Преди това е бил работен ден. Всяка година на Червения площад в Москва се провежда военен парад, с участието на най-модерна за времето си военна техника. След разпадането на СССР военните паради се прекратяват, до юбилейната 50-а годишнина от победата. През 1995 г. в Москва се провеждат два парада – на Червения площад, където маршируват пехотни части, а московското предградие „Поклонническа планина“ (на руски: Поклонная гора) е организиран парад с бойни машини. От 1995 до 2007 на Червения площад ежегодно се провеждат военни паради, без техника. От 2008 в парадите отново започват да участват бойни машини.
В Деня на победата през 2012 в Томск за пръв път се провежда обществената акция „Безсмъртен полк“ (на руски: Бессмертный полк). Участниците в нея преминават по улиците на града с портрети на своите предци, които са участвали във Великата Отечествена война. През 2015 „Безсмъртният полк“ марширува в 15 държави.

## Денят на победата в България
През по-голямата част от Втората световна война България е част от силите на Оста. Все пак страната участва във финалната фаза на войната срещу Третия райх, но съгласно Парижкия мирен договор тя е със статут на победена държава. България е задължена да плаща репарации на страните победителки и връща всички анексирани територии в Македония и Сърбия. Страната е под надзора на Съюзна контролна комисия и на практика е окупирана от СССР. В Народна република България 9 май не е официален празник, но този ден се отбелязва тържествено, като повсеместно се поднасят цветя и венци на паметниците на загинали български и съветски войници, участници в бойните групи (1941-44) на БКП и партизани, организират се и други тържествени мероприятия.

След 10 ноември 1989 г. в България постепенно се прекратява организирането на официални тържествени мероприятия по случай Деня на победата. На този ден започва да се отбелязва главно Деня на Европа, посветен на мира и обединението. В ЕС, Денят на победата започва да се отбелязва на 8 май. Въпреки това, всяка година русофили, евроскептици и левичари в цялата страна продължават да празнуват на 9 май. Те отдават почит на загиналите български и съветски воини и полагат на техните паметници венци и цветя. От 2005 г. празнуващите на 9 май носят по руски образец символични георгиевски ленти. След нападението на Русия над Украйна, на подобни прояви започва да се гледа с подозрение, доколкото те се разглеждат като проява на симпатии към рашизма и путинизма.
- Денят на победата в София празнуван на 9 май през 2015 г.
- Сцената пред Паметника на Съветската армия
- Веселин Маринов пее по случай празника
- Поднасяне на венци и цветя
- Паметникът отблизо
- Лозунги
- празнуващи